# Вильена, Санчо Мануэл де
Саншу Мануэл (Маноэль) де Вильена, 1-й граф Вила Флор (порт. Sancho Manuel de Vilhena; 1610, Лиссабон, Королевство Португалия — 3 февраля 1677, там же) — португальский военачальник. Отец Антониу Мануэла де Вильена, 66-го великого магистра ордена госпитальеров.

## Биография
Аристократ, королевского происхождения. Сын Криштована Мануэла де Вильена, капитан-генерала португальского флота, коменданта Масанш-де-Дона-Мария, кавалера Ордена Христа.

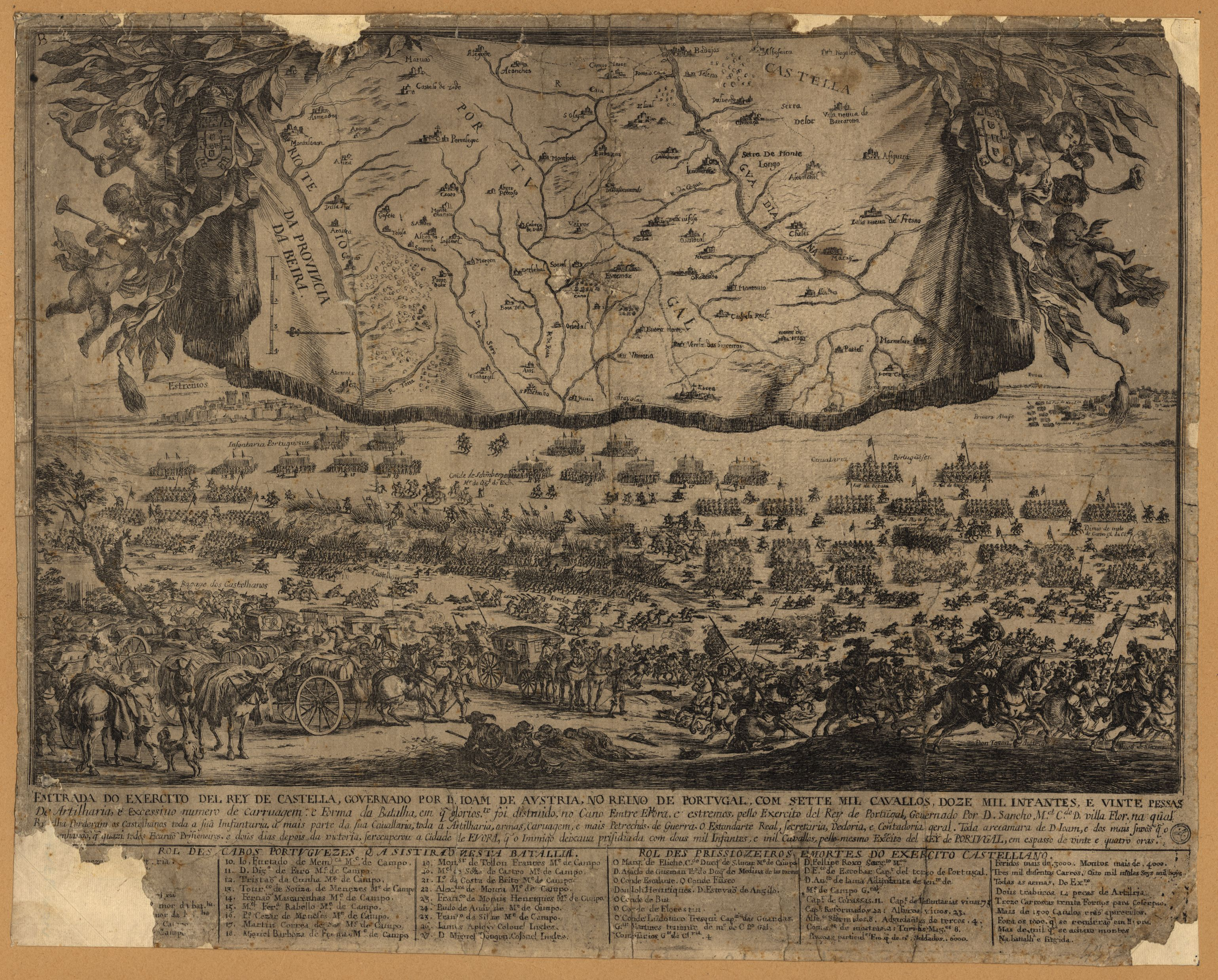
Гравюра, изображающая битву при Эштремоше

Был послушником Мальтийского ордена. Оставив орден, какое-то время служил в испанских армиях в Италии, Фландрии и Германии, всегда с отличием. В 1637 году он вернулся в Португалию, вскоре после этого уехав в Бразилию в составе армады графа Торре, а в Бразилии продолжил блестящую борьбу против голландцев.
Участник нескольких сражений в Центральной Европе, в том числе Голландско-португальской войны. Участвовал в осаде Бриссака и в других заметных сражениях, обретя славу полководца, в то же время изучая практику ведения войны.
В 1638—1640 годах сражался с голландцами в Бразилии. Во время Португальской войны за независимость, в чине генерала участвовал в обороне Бейры.
В 1659 году, командуя португальской армией, добился убедительной победы над испанцами в битве при Элваше, а в 1663 году — в битве при Эштремоше над армией Хуана Хосе Австрийского.
В 1659 году получил титул маркиза.
Его пятым сыном был Антониу Мануэл де Вильена, 65/66-й великий магистр Мальтийского ордена.